# 平中町
平中町（ひらなかちょう）は、愛知県名古屋市西区の地名。丁番を持たない単独町名である。住居表示未実施。

## 地理
名古屋市西区北西部に位置する。東は山木二丁目、西は西原町・上橋町、南は山木一丁目・木前町、北は城町に接する。

## 歴史

### 町名の由来
平田地区の中心部にあたることによる。

### 沿革
- 1972年（昭和47年）11月21日 - 西区山田町大字平田の一部により、同区平中町として成立[1]。

## 世帯数と人口
2019年（平成31年）2月1日現在の世帯数と人口は以下の通りである。
| 町丁   | 世帯数  | 人口    |
| ------ | ------- | ------- |
| 平中町 | 621世帯 | 1,437人 |

## 学区
市立小・中学校に通う場合、学校等は以下の通りとなる。また、公立高等学校に通う場合の学区は以下の通りとなる。
| 番・番地等 | 小学校               | 中学校               | 高等学校 |
| ---------- | -------------------- | -------------------- | -------- |
| 全域       | 名古屋市立平田小学校 | 名古屋市立平田中学校 | 尾張学区 |

## 交通
- 名古屋市営バス平田停留所・平田口停留所[7]

## 施設
- 愛知県警察西警察署平田交番[7]
- 八幡社[7]
- 恵比子社[7]
- 曹洞宗泉増寺[7]
- 真宗大谷派道仁寺[7]
- 臨済宗妙心寺派楽音寺[7]
- 平中公園[7]
- みどりヶ丘幼稚園[7]
- なごや農業協同組合平田支店[7]

## その他

### 日本郵便
- 郵便番号 : 452-0843[4]（集配局：名古屋西郵便局[11]）。